# Preschen
Preschen (niedersorbisch Rjašćany) ist ein Ortsteil der Gemeinde Neiße-Malxetal im Landkreis Spree-Neiße im Südosten des Landes Brandenburg. Der Ort gehört dem Amt Döbern-Land an und war bis zum 30. Dezember 2001 eine eigenständige Gemeinde.

## Lage
Preschen liegt in der Niederlausitz, rund sechs Kilometer Luftlinie nordöstlich von Döbern und sechs Kilometer vor der Grenze zu Polen. Die Gemarkung des Ortes grenzt im Norden an Groß Schacksdorf und an Groß Bademeusel, im Nordosten an Klein Bademeusel, im Osten und Südosten an Jerischke, im Süden an Jämlitz, im Südwesten an Döbern, im Westen an Groß Kölzig und im Nordwesten an Jocksdorf. Zum Ortsteil gehören neben dem Dorf Preschen noch die Gemeindeteile Gosda II und Raden.
Preschen liegt am Ende der Kreisstraße 7116 nach Döbern, die auch den Teilort Gosda II durchquert. In den Teilort Raden führt eine Gemeindestraße, des Weiteren existiert eine Gemeindestraße in den Nachbarort Jerischke. Nordwestlich von Preschen liegt der ehemalige Militärflugplatz Preschen. Für den Bau des Militärflugplatzes wurde 1953 das Haftarbeitslager Preschen angelegt.

## Geschichte
Preschen wurde 1346 als Bresen erstmals urkundlich erwähnt. Die Bedeutung des Ortsnamens ist unklar, möglicherweise ist er von dem niedersorbischen Begriff „wrjos“ für Heidekraut abgeleitet. 1592 ist die Schreibweise Preschen erstmals überliefert. Im 14. oder 15. Jahrhundert wurde die Dorfkirche von Preschen gebaut. Früher war Preschen ein Vasallendorf der Herrschaft Forst. Der Ort gehörte somit zum Kurfürstentum Sachsen, das 1806 zum Königreich erhoben wurde. Im Ergebnis der auf dem Wiener Kongress beschlossenen Teilung Sachsens kam die gesamte Niederlausitz zum Königreich Preußen.
Bei der Gebietsreform im Jahr 1816 wurde Preschen dem Landkreis Sorau im Regierungsbezirk Frankfurt der Provinz Brandenburg zugeordnet. Anfang der 1840er-Jahre hatte der Ort 27 Wohngebäude und 181 Einwohner. Zum Gut Preschen gehörten ein Vorwerk und eine Wassermühle. Im Jahr 1864 hatte Preschen 203 Einwohner. Bei der Volkszählung vom 1. Dezember 1871 hatte die Landgemeinde Preschen 184 Einwohner, die sich auf 36 Haushalte verteilten. Von den Einwohnern waren 82 männlich und 102 weiblich. 46 Einwohner waren Kinder unter zehn Jahren und alle Einwohner waren evangelisch-lutherischer Konfession. Der Gutsbezirk Vorwerk Preschen hatte zum gleichen Zeitpunkt 35 Einwohner – 16 Männer und 19 Frauen – in fünf Haushalten. Vier Einwohner waren jünger als zehn Jahre.
1874 schlossen sich die Landgemeinde und der Gutsbezirk Preschen sowie die Landgemeinden Groß Bademeusel, Klein Bademeusel, Jerischke, Raden und Zschorno und die Gutsbezirke Groß Bademeusel und Jerischke zum Amtsbezirk Preschen zusammen. Laut Arnošt Muka waren 1884/85 nur noch elf Einwohner von Preschen Sorben. Am 1. Dezember 1910 hatte die Landgemeinde Preschen 191 und der Gutsbezirk 26 Einwohner; der Gutsbezirk wurde 1928 aufgelöst und in die Landgemeinde eingegliedert. Am 1. April 1939 wurde die Gemeinde Raden nach Preschen zwangseingemeindet. Nach dem Ende des Zweiten Weltkrieges wurden der Amtsbezirk Preschen und der Landkreis Sorau aufgelöst, des Weiteren wurde Raden aus Preschen ausgegliedert und wieder eine eigenständige Gemeinde.
Preschen gehörte zunächst zum Landkreis Spremberg in der Sowjetischen Besatzungszone und ab 1949 in der DDR. Bei der Kreisreform vom 25. Juli 1952 wurde Preschen dem Kreis Forst im Bezirk Cottbus zugeordnet. Am 1. Dezember 1966 wurde Raden wieder nach Preschen eingemeindet, zum 1. Mai 1973 erfolgte die Eingliederung der Gemeinde Gosda II in die Gemeinde Preschen. Nach der Wiedervereinigung gehörte die Gemeinde Preschen zunächst zum Landkreis Forst in Brandenburg. 1992 schloss sich Preschen mit weiteren Gemeinden zum Amt Döbern-Land zusammen. Am 6. Dezember 1993 ging der Landkreis Forst im neuen Landkreis Spree-Neiße auf. Am 31. Dezember 2001 erfolgte der Zusammenschluss der Gemeinden Preschen, Groß Kölzig, Jerischke, Jocksdorf und Klein Kölzig zu der neuen Gemeinde Neiße-Malxetal. Die bisherigen Ortsteile Gosda II und Raden wurden zu Gemeindeteilen herabgestuft.

## Bevölkerungsentwicklung
| Jahr | Einwohner |
| ---- | --------- |
| 1875 | 208       |
| 1890 | 194       |
| 1910 | 217       |

| Jahr | Einwohner |
| ---- | --------- |
| 1925 | 253       |
| 1933 | 267       |
| 1939 | 274       |

| Jahr | Einwohner |
| ---- | --------- |
| 1946 | 266       |
| 1950 | 316       |
| 1964 | 279       |

| Jahr | Einwohner |
| ---- | --------- |
| 1971 | 288       |
| 1981 | 359       |
| 1985 | 327       |

| Jahr | Einwohner |
| ---- | --------- |
| 1989 | 313       |
| 1995 | 292       |
| 2000 | 319       |

Gebietsstand des jeweiligen Jahres; 1939 und 1971 mit Raden, ab 1981 mit Raden und Gosda II

## Persönlichkeiten
- Aemilius Wagler (1817–1883), Philologe, in Preschen geboren